# Лесников, Георгий Михайлович
Георгий Михайлович Лесников (20 февраля 1928, Сатка — 2 июня 1981, Жданов) — советский театральный актёр и режиссёр, заслуженный артист РСФСР.

## Биография
Родился 20 февраля 1928 года в городе Сатка Челябинской области. Ещё учась в школе, начал заниматься в драмкружке при клубе Саткинского металлургического завода. В 1951 году закончил Ленинградский театральный институт имени А. Н. Островского по специальности «актёр драматического театра».
В 1951—1955 годах играл в Оренбургском драматическом театре имени М. Горького, после этого выступал в Иркутском драматическом театре (1955—1957) и Челябинском театре драмы (1957-1959).
В 1959—1969 годах был актёром и режиссёром в Томском драматическом театре.
С 1969 года играл в Донецком русском драматическом театре (город Жданов, ныне — Мариуполь).
За 30 лет работы на сцене сыграл 186 ролей.
Скончался 2 июня 1981 года в Жданове на 54-м году жизни.

### Семья
- Вторая жена — актриса Наталья Юргенс (1932—2014), народная артистка Украинской ССР.
  - Дочь — актриса Дарья Юргенс (Лесникова; род. 1968), заслуженная артистка России.

## Награды и премии
- Лауреат Всероссийского конкурса, посвящённого 50-летию Советского власти, за исполнение роли Давыдова в спектакле «Поднятая целина» по М. А. Шолохову (1967).
- Диплом 1-й степени ЦК BЛКСМ в конкурсе к 50-летию Вооружённых Сил СССР за главную роль в спектакле «Василий Тёркин» по А. Т. Твардовскому (1968).
- Диплом 1-й степени на Всероссийском смотре, посвящённом 100-летию М. Горького за режиссёрскую работу и исполнение главной роли в спектакле «Егор Булычёв» (1968).
- Заслуженный артист РСФСР (11.07.1968).
- Орден Трудового Красного Знамени (1978).

## Работы в театре
- «Тайга» (инсценировал к 80-летию В. Я. Шишкова)
- «Варшавская мелодия» Л. Зорина — Виктор
- «Поднятая целина» по М. А. Шолохову — Давыдов
- «Русские люди» К. М. Симонова
- «Бесприданница» А. Н. Островского
- «Соль земли» по роману Г. М. Маркова
- «Василий Тёркин» по А. Т. Твардовскому
- «Егор Булычёв» М. Горького (главная роль и постановка)
- «Власть тьмы» Л. Толстого — Никита